# Gulfstream-Aerospace-Flug 153
Der Gulfstream-Aerospace-Flug 153 war ein Erprobungsflug mit einer Gulfstream G650 am 2. April 2011. An diesem Tag ereignete sich der erste Flugunfall einer Maschine dieses Typs mit Todesopfern und einem Totalverlust der Maschine. Bei dem Unfall, der nach einem Strömungsabriss beim Start geschah, kamen alle vier Insassen der Maschine ums Leben.

## Maschine
Bei der betroffenen Maschine handelte es sich um den zweiten Prototyp des neu entwickelten Geschäftsreiseflugzeugs Gulfstream G650 mit der Werknummer 6002, der mit dem Luftfahrzeugkennzeichen N652GD auf den Hersteller Gulfstream Aerospace zugelassen wurde und seinen Erstflug am 25. Februar 2010 absolviert hatte. Die Maschine war mit zwei Mantelstromtriebwerken des Typs Rolls-Royce BR700-725A1-12 ausgerüstet. Die Maschine hatte bis zum Unfall eine Gesamtbetriebsleistung von 434 Betriebsstunden absolviert.

## Insassen
Es befand sich eine vierköpfige Besatzung an Bord der Maschine, bestehend aus zwei Flugkapitänen in den Rollen des First in Command und Second in Command sowie zwei Flugtestingenieuren:
- Der 64-jährige erste Flugkapitän hatte nach einer Laufbahn als Militärpilot im April 1981 eine kommerzielle Pilotenlizenz erworben und war zunächst für die Boeing 707 lizenziert. Im Januar 1991 wurde er für Maschinen der Marke Learjet zugelassen. Zwischen Oktober 1997 und Oktober 1998 erweiterte er sein Portfolio an Musterberechtigungen um die Flugzeugtypen Gulfstream V, Boeing 707 und 720, Grumman Gulfstream II und Gulfstream III. Er arbeitete seit August 1997 als Testpilot für Gulfstream Aerospace. Er verfügte über 11.237 Stunden Flugerfahrung, wovon er 237 Stunden im Cockpit der Gulfstream G650 absolviert hatte. In der Rolle des Pilot in Command hatte er mit Maschinen dieses Typs 160 Flugstunden absolviert.
- Der 51-jährige zweite Flugkapitän hatte auf der Grundlage seiner Flugerfahrung als Militärpilot im Juli 1990 eine kommerzielle Pilotenlizenz erhalten. Im November 2006 erhielt er eine Musterberechtigung für die Boeing 737. Zwischen August 2007 und Dezember 2009 erwarb er weitere Musterberechtigungen für die Flugzeugtypen IAI 1125 und Gulfstream V. Er verfügte über 3.940 Stunden Flugerfahrung, wovon 140 Stunden auf die Gulfstream G650 entfielen.

## Unfallhergang
Für die Zertifizierung der Gulfstream G650 unterhielt Gulfstream Aerospace ein ambitioniertes Flugtestprogramm. Der Hersteller rechnete mit einer Zertifizierung des Flugzeugtyps im 3. Quartal 2011.
Am Unfalltag war die Durchführung eines Starts mit einem einzelnen Triebwerk – also bei einem simulierten Triebwerksausfall – vorgesehen. Ziel des Testmanövers war es, die Länge des Startlaufs bei minimaler Klappenstellung und Triebwerksausfall zu ermitteln. Der Start wurde um 9:34 Uhr durchgeführt. Nach dem Abheben entwickelte das Flugzeug eine rechtswärtige Rollbewegung, die die Besatzung nicht in der Lage war, unter Kontrolle zu bringen. Die Gulfstream berührte mit der rechten Tragflächenspitze den Boden und sackte durch. Die Maschine kam nach rechts von der Startbahn ab, wobei das Fahrwerk abgeschert wurde. Die Gulfstream kollidierte mit einer Betonkonstruktion und einer Wetterstation, schlitterte weiter über den Grund und fing Feuer. Alle vier Insassen kamen ums Leben, die Maschine brannte fast vollständig aus.

## Ursache
Das National Transportation Safety Board übernahm nach dem Unfall die Ermittlungen zur Unfallursache. Drei Hauptursachen wurden im Rahmen der Untersuchung festgestellt:
1. Versäumnis von Gulfstream, die Startgeschwindigkeiten für die Flugtests ordnungsgemäß zu berechnen und zu validieren und den V2-Fehler während früherer G650-Flugtests zu erkennen und zu korrigieren,
2. zunehmend aggressivere Versuche des Flugtestteams, V2-Geschwindigkeiten zu erreichen, die zu niedrig angesetzt waren,
3. Gulfstreams unzureichende Untersuchung früherer Vorfälle während der Testkampagne (Flug 88 am 16. November 2010 und Flug 132 am 14. März 2011), die darauf hindeuteten, dass der vom Unternehmen geschätzte maximale Anstellwinkel des Flugzeugs im Bodeneffekt zu hoch war.

Durch das Überschreiten des fehlerhaft berechneten kritischen Anstellwinkels hatte die rechte Tragfläche einen Strömungsabriss. Die beiden vorherigen Zwischenfälle waren von Gulfstream nicht ausreichend untersucht worden, sodass die endgültige Ursache erst nach dem Absturz ermittelt werden konnte. Zum Unfall beigetragen hatte auch das von der Firma vorgegebene straffe Testprogramm an zwei der drei Punkten: Die Testpiloten versuchten, eine möglichst niedrige V2 zu erreichen, um die bereits im Vorfeld versprochenen Start- und Landedistanzen zu erzielen und es fehlte die Zeit, größeren Fehlern auf den Grund zu gehen.